# (1961) Dufour
(1961) Dufour es un asteroide perteneciente al cinturón de asteroides descubierto por Paul Wild desde el observatorio de Berna-Zimmerwald, Suiza, el 19 de noviembre de 1973.

## Designación y nombre
Dufour se designó al principio como 1973 WA.
Más adelante fue nombrado en honor del militar suizo Henri Dufour (1787-1875).

## Características orbitales
Dufour orbita a una distancia media del Sol de 3,195 ua, pudiendo acercarse hasta 2,806 ua y alejarse hasta 3,585 ua. Su excentricidad es 0,122 y la inclinación orbital 6,64°. Emplea en completar una órbita alrededor del Sol 2086 días.